# اچ‌ام‌اس شانون (۱۸۰۳)
اچ‌ام‌اس شانون (۱۸۰۳) (به انگلیسی: HMS Shannon (1803)) یک کشتی بود که طول آن ۱۳۷ فوت ۱ ۱⁄۲ اینچ (۴۱٫۷۹۶ متر) (overall); بود.